# Новая Котельня
Новая Котельня (укр. Нова Котельня) — село на Украине, находится в Андрушёвском районе Житомирской области.
Код КОАТУУ — 1820387501. Население составляет 401 человек. Почтовый индекс — 13412. Телефонный код — 4136. Занимает площадь 12 км².

## Адрес местного совета
13412, Житомирская область, Андрушёвский р-н, с. Новая Котельня, ул. Шевченко, 83